# Gombocz Endre
Gederéczi Gombocz Endre (Sopron, 1882. június 9. – Budapest, 1945. január 16.) botanikus, tudománytörténész, bibliográfus. Botanikai szakmunkákban nevének rövidítése: „Gombocz”. Florisztikai és növényrendszertani kutatásai mellett a magyar botanikatörténet és a magyar növénytani könyvészet területén kifejtett munkássága jelentős. 1939-től a Magyar Tudományos Akadémia levelező tagja volt. Gombocz Zoltán (1877–1935) nyelvész öccse, Gombocz István (1921–1973) könyvtáros, jogász apja.

## Élete
Középiskolába a soproni evangélikus líceumba járt. 1900–1905-ben Eötvös-kollégistaként végezte el felsőfokú tanulmányait a Budapesti Tudományegyetemen. Természetrajz–kémia szakos tanári oklevelét 1905-ben, bölcsészdoktori oklevelét 1908-ban szerezte meg. 1906–1919 között az Országos Nőképző Egyesület Zöldfa (ma Veres Pálné) utcai felsőbb leányiskolájában és leánygimnáziumában tanított. Időközben, 1917-ben a Budapesti Tudományegyetemen kinevezték a botanikatörténet magántanárává, s az oktatómunkában egészen nyugdíjazásáig részt vett, 1935-től címzetes nyilvános rendkívüli tanári címmel. 1919-től 1929-ig a budapesti Erzsébet Nőiskola városligeti tanárképző főiskoláján tanított, 1922-től mint a növénytan rendes tanára. 1929-ben a Magyar Nemzeti Múzeum Növénytárának munkatársa lett, s itt dolgozott egészen 1942. évi nyugdíjazásáig, 1930-tól igazgatóőrként, 1936-tól címzetes igazgatóként, 1939-től igazgatói minőségben, 1941-től a Növénytár tényleges igazgatójaként. Budapest második világháborús ostroma során halt meg, egy bombatalálat oltotta ki az életét.

## Munkássága
Pályája elején főleg vegetációkutatással (florisztika) foglalkozott, gyűjtötte és leírta Sopron vármegye növényvilágát. Emellett rendszertani vizsgálatai is jelentősek, korszerű szemlélettel állította össze a virágtalan növények rendszertanát (1925–1927). Behatóan tanulmányozta a nyárfaféléket (Populus), s eredményeit két monográfiában (1908 és 1928) tette közzé. A fehér nyár (Populus alba) és a rezgő nyár (Populus tremula) keresztezésével folytatott kísérletei eredményeként bebizonyította a nyárfák és a fűzfák rendszertani rokonságát. Az 1910-es évektől munkásságában egyre nagyobb hangsúlyt kaptak magyar botanikatörténeti kutatásai, valamint a magyar növénytani irodalmat a kezdetektől felvonultató könyvészeti gyűjtései. E tárgyban megjelent könyvei, publikációi napjainkban is elsőrendű forrásmunkák. Belefogott Kitaibel Pál növénytani érdekű naplóinak, úti jegyzeteinek feldolgozásába is, de halála megakadályozta a mű befejezését, amely végül Tasnádi Kubacska András szerkesztésében jelent meg. Részt vett a Botanikai Közlemények (1919–1925, 1937–1939), a Természettudományi Közlemények (1925–1939) és a Magyar Természettudományi Társulat Évkönyvének (1927–1939) szerkesztésében, valamint tagja volt a csak az 1960-as években megjelent Természettudományi lexikon szerkesztőbizottságának.
Tudományos eredményei elismeréseként 1939-ben a Magyar Tudományos Akadémia levelező tagjává választották. Fontos tisztségeket töltött be a Magyar Természettudományi Társulatban is: 1925-től haláláig ügyvezető első titkára, 1937-től a botanikai szakosztály elnöke volt.
Életét és munkásságát a Sopron fölötti Károly-magaslaton emelt Károly-kilátó földszintjén berendezett – Kitaibel Pállal és Kárpáti Zoltánnal közös – állandó életmű-kiállítás mutatja be.

## Főbb művei
- Sopron vármegye növényföldrajza és flórája, Budapest, 1906
- A Populus-nem monographiája, Budapest, 1908
- A budapesti egyetemi botanikus kert és tanszék története, Budapest, 1914
- Rendszeres növénytan I–II., Pécs, 1924–1927
- Vizsgálatok hazai nyárfákon, Budapest, 1928, 56 p.
- A magyar növénytani irodalom bibliográfiája 1901–1925, Budapest, 1936
- A magyar botanika története: A magyar flóra kutatói, Budapest, 1936, 636 p. (hasonmásban: 2007)
- A hazai természettudósok rövid életrajza: Élettudományok, Budapest, 1939, 41 p.
- A magyar növénytani irodalom bibliográfiája 1578–1900, Budapest, 1939, 360 p.
- Kitaibel Pál Baranyában, Pécs, 1939, 54 p. (Horvát Adolffal)
- A hazai természettudósok rövid életrajza: Szervetlen tudományok, Budapest, 1940, 44 p.
- Kitaibel a növénygeográfus, -ökológus és -szociológus, Budapest, 1941, 22 p.
- A Királyi Magyar Természettudományi Társulat története 1841–1941, Budapest, 1941, 468 p.
- Kitaibel Pál naplófeljegyzései tolnamegyei útjáról, Szekszárd, 1941 (Horvát Adolffal)
- Diaria itinerum Pauli Kitaibelii I–II., Budapest, 1945 (posztumusz kiadás)